# Klimaträttvisa

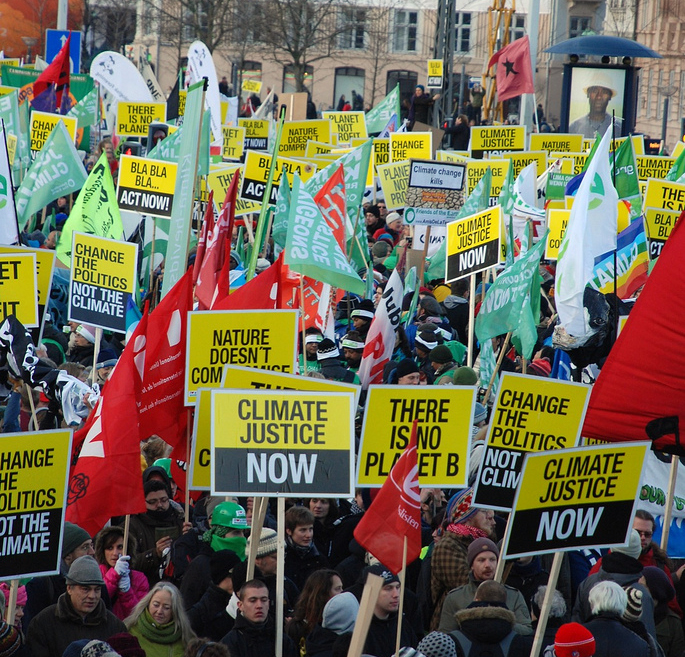
Demonstranter för klimaträttvisa under klimatkonferensen i Köpenhamn 2009.

Klimaträttvisa är inom den globala miljörörelsen den etiska aspekten av klimatförändringarna. Därmed vidgas klimatfrågan till att bli ett problem som också innefattar social rättvisa och där lösningarna inte bara handlar om att minska utsläpp.
Det finns många olika definitioner av begreppet men en återkommande aspekt är hur de länder som till största del har orsakat klimatförändringarna inte är de som drabbas värst av konsekvenserna. Istället påverkas främst människor i fattiga länder och andra utsatta grupper, och den globala obalansen samt nationella ojämlikheter riskerar att förstärkas.

## Bakgrund
Klimaträttviserörelsen bottnar i frågan om miljörättvisa (Environmental Justice) som blev aktuell i USA på 1980-talet när giftigt avfall dumpades i områden som dominerades av minoriteter och fattiga. Därmed kombinerades frågan om miljöförstöring med den om social rättvisa, och blev en fråga om livskvalitet för nuvarande och kommande generationer. Den stora skillnaden mot etablerade miljöorganisationer var att man utgick från utsatta människor och rörelsen försökte omdefiniera ordet miljö till att handla om den miljö och natur som är i människans direkta närhet och som påverkar hennes vardagsliv istället för den vilda naturen långt borta. Samtidigt var också dessa traditionella frågor viktiga. Framför allt influerades rörelsen starkt av ursprungsbefolkningars uppfattningar om förhållandet mellan natur och människa, samt hur kulturella seder och bruk, självbestämmanderätt och livsmöjligheter också utsätts i hotade ekosystem.
Ända från början sågs fattiga och minoriteters utsatthet för miljöfrågor som ännu ett tecken på samhällets ojämlikhet, och rörelsen fokuserade därför på mänskliga rättigheter och på att omfördela resurser. Man insåg att de människor som redan diskriminerades i samhället också blev utsatta i frågan om miljö. Orsaken förklarades som att de människor som utesluts från makten, och därmed beslutsfattandet, har svårt att hävda sina rättigheter och därför blir den ojämlika fördelningen av konsekvenserna av miljöförstöringen möjlig att driva igenom. Det resonemanget ledde till att rörelsen också kämpade för deltagande och inkluderande i politiska processer.

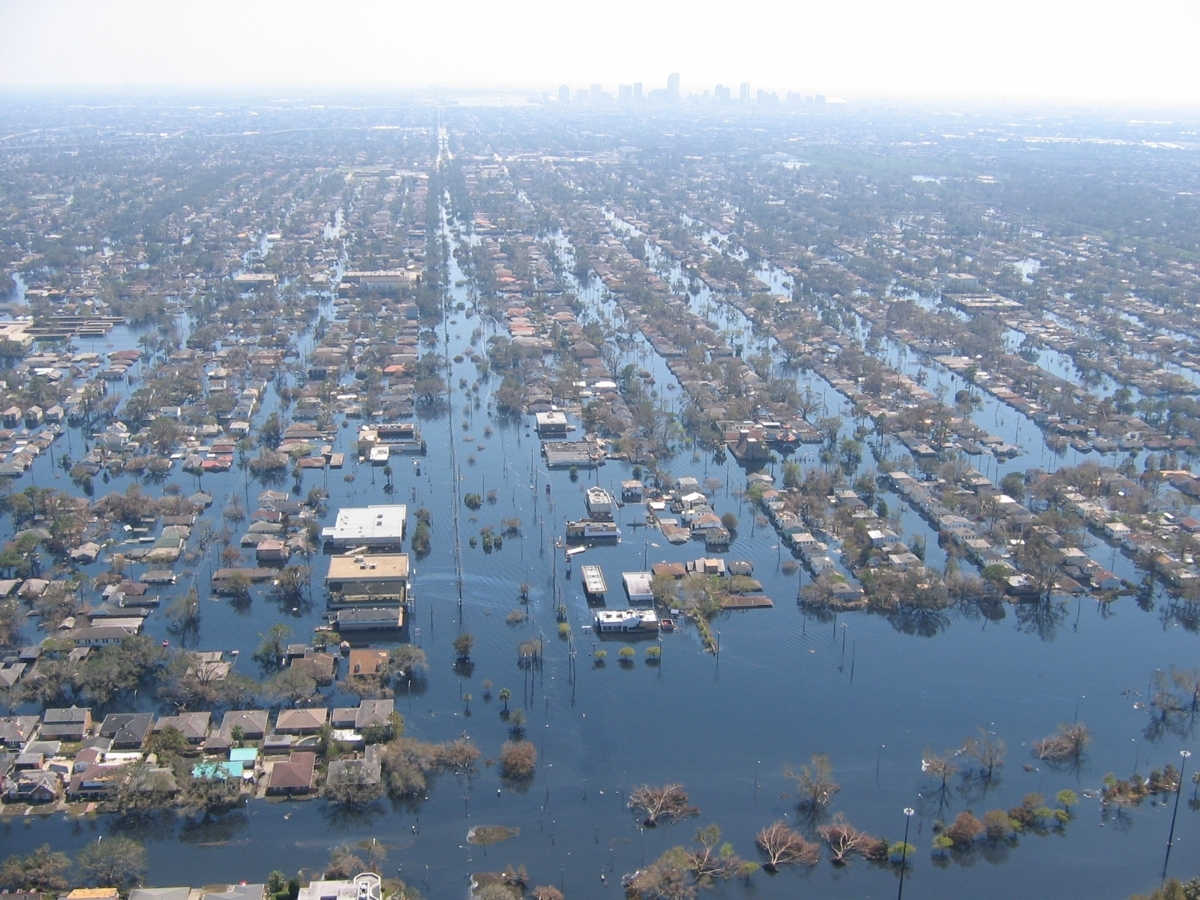
Översvämmade delar av New Orleans efter orkanen Katrina.

Rörelsen spreds sedan snabbt utanför USA och kom att handla om allt från gruvor och matsäkerhet till transport och stadsplanering. Snart inkluderades också globala frågor som global uppvärmning. 

### Orkanen Katrina
Det som anses ha befäst sambandet mellan klimatet och miljörättvisa var när orkanen Katrina drog in över USA 2005. Särskilt i New Orleans blev det uppenbart hur den fattiga delen av befolkningen inte bara varit utsatt redan innan orkanen, utan också drabbades värst av den och fick mindre stöd efteråt än övriga invånare. Därmed insåg många inom miljörättviserörelsen att ett förändrat klimat också var en faktor som påverkade socialt utsatta grupper, men även att miljön och klimatet var nödvändiga faktorer för att uppnå rättvisa.

### Organisering
Kopplingen mellan klimat och rättvisa fanns dock redan innan orkanen Katrina. År 2001 definierades en global rörelse för klimaträttvisa efter att en första konferens hade hållits parallellt med FN:s klimattoppmöte i Haag 2000. Där samlades grupper från hela världen och med olika perspektiv och bildade The Environmental Justice and Climate Change Initiative (Initiativet för miljörättvisa och mot klimatförändringar). Detta ledde till att 10 principer för klimaträttvisa lades fram 2001. I detta första uttalande från klimaträttviserörelsen pekades fossilindustrin ut som de ansvariga, det lades krav på att "fossila bränslen måste lämnas i marken" och man poängterade att redan sårbara grupper riskerade att bli ännu mer utsatta.
Arbetet för klimaträttvisa fördes vidare när nätverket Climate Justice Now! bildades under FN:s klimatkonferens i Bali 2007 (COP13). Där samlades organisationer från hela världen för att arbeta för "social, ekologisk och könsbaserad rättvisa". Nätverket formulerade principer för att uppnå klimaträttvisa, där bland annat krav ställdes på urfolks rättigheter, energiomställning i främst rika länder och resursöverföring från nord till syd för att underlätta omställningen för fattigare länder.

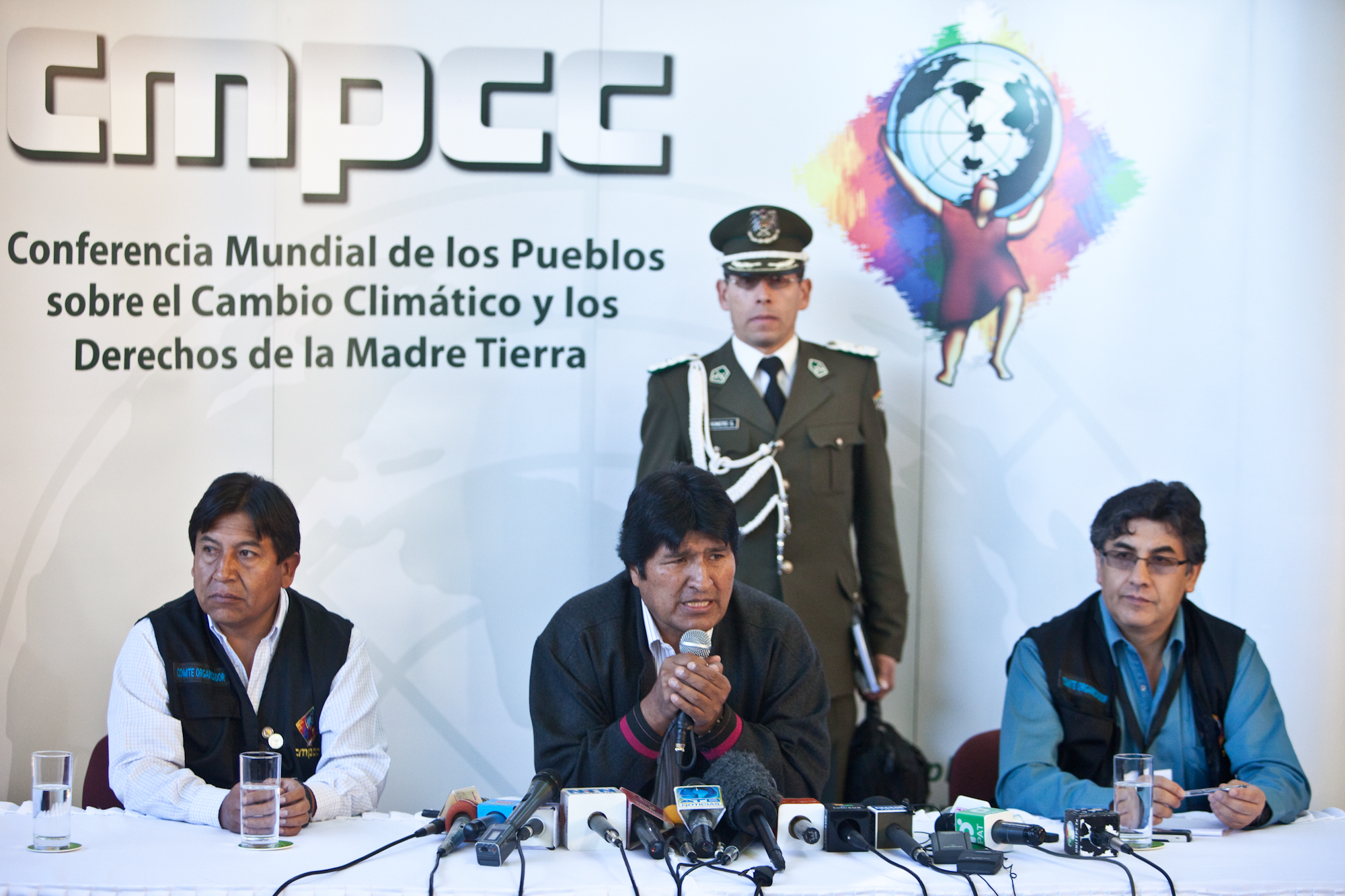
Evo Morales, Bolivias president, håller presskonferens under CMPCC.

Inför FN:s klimatkonferens i Köpenhamn 2009 (COP15) mobiliserade klimaträttviserörelsen genom Climate Justice Action och organiserade bland annat en alternativ klimatkonferens: Klimatforum. Den resulterade i ytterligare en deklaration om Klimaträttvisa. Omkring 50 000 personer närvarade.
Mötet i Köpenhamn följdes upp av en konferens i april 2010 i Bolivia: The World People's Conference on Climate Change and the Rights of Mother Earth (CMPCC), som var ett svar på Köpenhamnsmötets misslyckande 2009. Där samlades omkring 35 000 personer från 142 länder, varav regeringsrepresentanter från 48 länder. Konferensen reagerade särskilt på företagens ökade roll under mötet i Köpenhamn och hur civilsamhället hade hållits utanför förhandlingarna. Följaktligen utpekades multinationella företag och staters beroende av dem som problemet och krav ställdes för en mer demokratisk process. Förutom antikapitalistiska drag fanns också krav på rättigheter för ekosystem och arter, samt de tidigare punkterna om historiskt ansvar och urfolks rättigheter.

## Principer

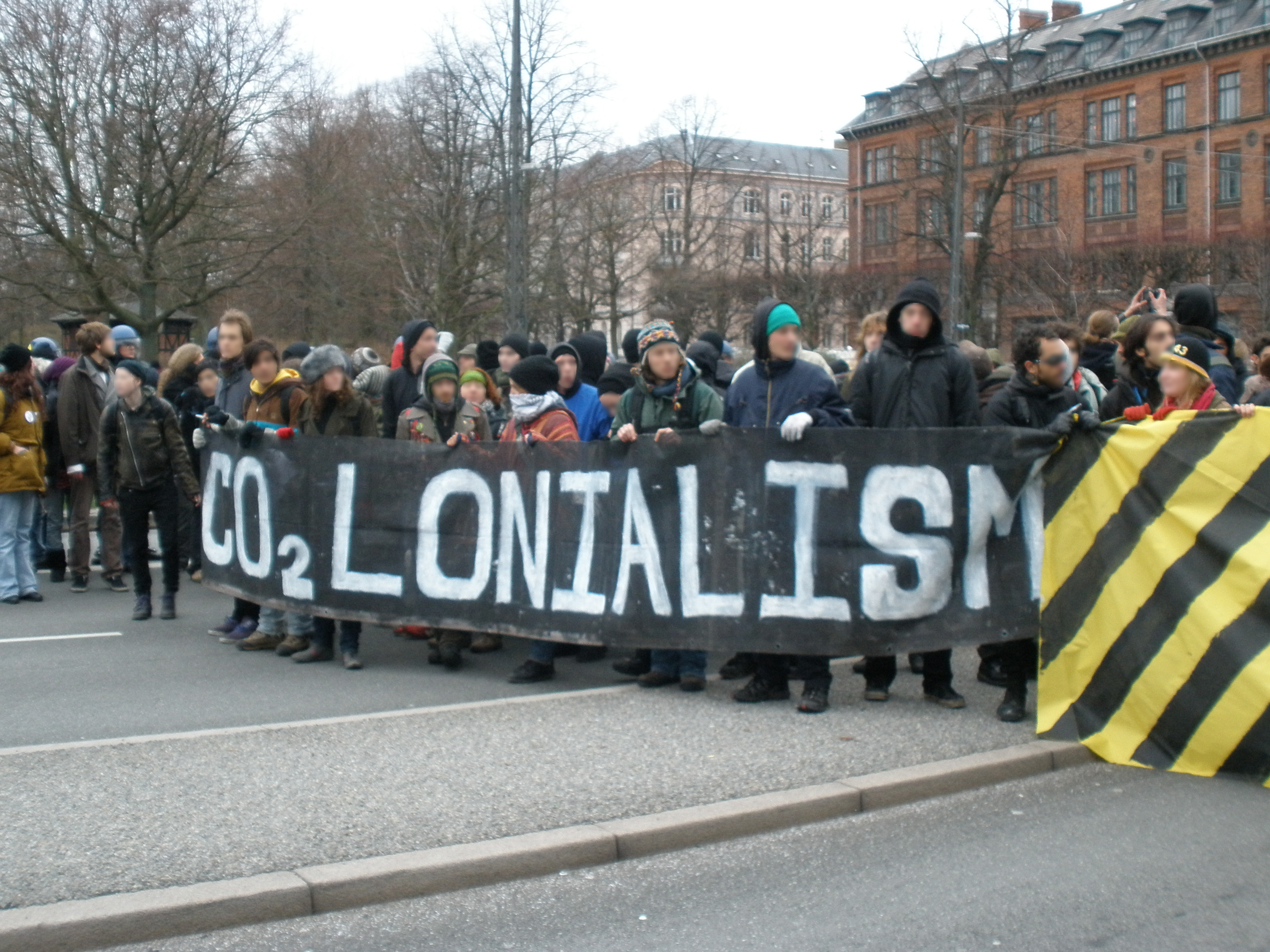
Demonstration i samband med FN:s klimatkonferens i Köpenhamn 2009.

På grund av bredden i klimatförändringarna och miljörörelsen finns många olika definitioner av vad klimaträttvisa innebär. Något som återkommer är dock frågan om ansvar. Det handlar om att eftersom främst rika länder i västvärlden är de som historiskt ligger bakom de växthusgasutsläpp som orsakat klimatförändringarna borde också de ta ansvaret för följderna. Detta följer principen om att förorenaren betalar, vilket är en grundregel som används sedan 1970-talet och som handlar om att den som orsakat problemet (och som ofta har resurserna som krävs) ska ta hand om konsekvenserna. Dessutom bygger det vidare på idén om "common but differentiated responsibilities and respective capabilities" (gemensamt men åtskilt ansvar och utifrån förmåga) som var en del av konventionen (UNFCCC) som togs fram på Rio-konferensen 1992. Detta är en återkommande fråga under klimatförhandlingarna och som främst stöds av fattiga länder. Vidare pekar en del grupper på att utveckling måste komma först och att fattigdom måste bekämpas innan ett land kan börja arbeta med att minska sin klimatpåverkan.
Det finns också olika inställningar till hur klimaträttvisa ska uppnås. Somliga miljöorganisationer samarbetar med företag för att skapa en förändring, medan många gräsrotsrörelser ser det som att klimatförändringarna är en följd av strukturella problem och att hela systemet måste förändras. Under konferensen i Bolivia 2010 riktades till exempel kritik mot kapitalismen och redan under mötet i Köpenhamn hölls demonstrationer för "System change not climate change" (Förändra systemet inte klimatet).
Under konferensen i Bolivia 2010 väcktes också kritik mot de marknadsbaserade lösningar som klimaträttviserörelsen kallar "falska lösningar".[källa behövs] Med klimatförändringarna som ursäkt kan de länder som har störst ansvar för situationen utnyttja fattiga länder i en form av kolonialism, menar man. Marknadslösningarna innebär bland annat utsläppshandel samt bekostandet och genomförandet av olika projekt som ska minska utsläppen, ofta i andra länder. Klimaträttviserörelsen får därmed kämpa för exempelvis landrättigheter och mot privatisering av skogar.

### Definitioner
Nedan följer tre exempel på uttalanden från olika delar av klimaträttviserörelsen som visar på skillnader och likheter i definitioner och krav.
- Initiativet för miljörättvisa och mot klimatförändringar: Klimaträttvisa är att mildra och lösa upp de orättvisor som skapas av klimatförändringarna, men också att alla människor ska vara fria från diskriminering från de projekt som anses kunna lösa problemet och det system som har skapat problemet och upprätthåller diskriminering.
- Global Justice Ecology Project: Trots att det historiska ansvaret att minska växthusgasutsläppen ligger hos industriländer i västvärlden fortsätter deras livsstil att hota överlevnaden för människor och biodiversitet globalt. Västvärlden måste ställa om till en kol-lågintensiv ekonomi och utvecklingsländer ska få tillgång till teknik och resurser som möjliggör en energiomställning utan att de fastnar i fattigdom. Ursprungsfolk, jordbrukare och fiskare i dessa länder har levt i harmoni med naturen, men är ändå de som nu drabbas mest av klimatförändringarna och de falska lösningarna.
- Indigenous Environmental Network: Industrialiserade länder måste förändra sitt förhållande till planeten. Till att börja med behöver fossila bränslen lämnas i marken, verkliga och effektiva lösningar skapas, industrialiserade länder måste ta ansvar och alla måste leva på ett sätt som tar hänsyn till Jorden.

## Kampanjer
Eftersom klimaträttvisa är ett brett begrepp som många rörelser använder sig av, kan det vara svårt att avgöra vilka kampanjer som drivs med klimaträttvisa i fokus. Något som är kännetecknande är dock att det är en gräsrotsrörelse där människor från olika grupper själva organiserar sig med övertygelsen att de har makten att påverka.
I USA bildades till exempel ett stort nätverk 2010 av ursprungsfolk, markägare och andra lokalinvånare för att stoppa byggandet av oljeledningen Keystone XL. Den var tänkt att transportera olja från oljesandsutvinning i Kanada till Mexikanska golfen, men efter nätverkets blockeringar stoppades planerna i slutet av 2015.

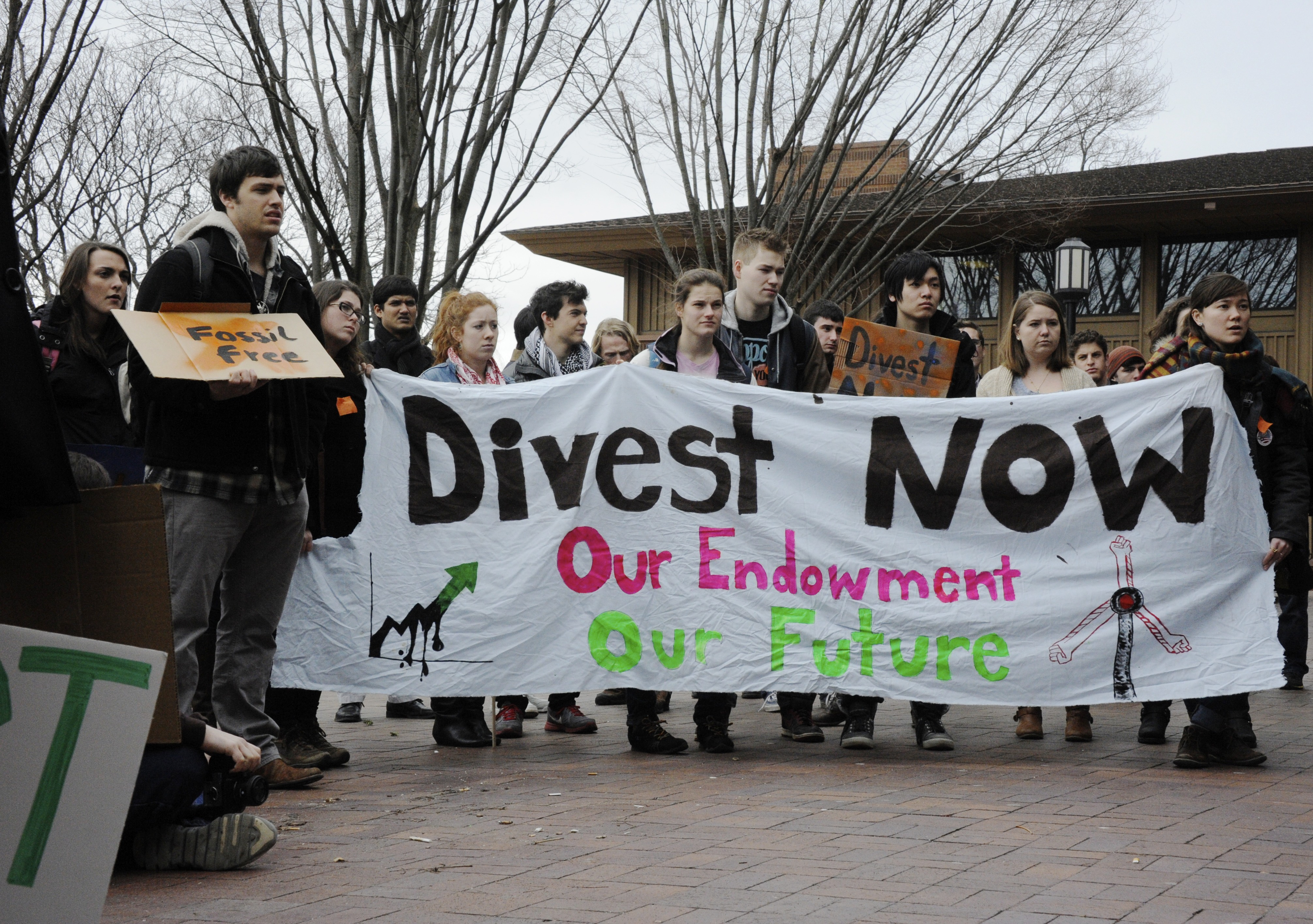
Studenter vid Tufts University, USA demonstrerar 4 mars 2013 för minskade investeringar av universiteten inom fossila bränslen.

Ett annat exempel är blockeringen av hamnen i Newcastle i Australien 2014. Aktivisterna, som kallade sig Pacific Climate Warriors, kom från 12 olika önationer i Stilla havet som är särskilt sårbara för klimatförändringarnas konsekvenser. Hamnen har världens största kolhantering och trafiken hindrades av aktivister i traditionella kanoter från öar i Stilla havet.
Även divesteringsrörelsen kan ses som en kampanj för klimaträttvisa. Där har lokala grupper över hela världen arbetat för att få institutioner och organisationer av olika slag att avsluta sina investeringar (av-investera eller divestera) i företag med verksamhet inom olja, kol och naturgas, och på så vis sätta press på fossilindustrin.
Gräsrotsörelsen Fridays for future, som grundades av Greta Thunberg och engagerat många unga världen över i kampanjande, har framgångsrikt lyckats få medieuppmärksamhet och ge ungas engagemang för klimatet en röst i politiska sammanhang. Rörelsen har haft klimaträttvisa som ett uttalat krav sedan 2019. De menar att den enda lösningen på klimatkrisen är en total och global samhällsomvandling där det kapitalistiska systemet avskaffas.